# Andrés Soliz Rada
Andrés Soliz Rada (La Paz, Bolivia; 21 de mayo de 1939 - La Paz, Bolivia; 2 de septiembre de 2017) fue un abogado, periodista, dirigente sindical, profesor universitario y político boliviano. Fue también secretario ejecutivo de la Federación de Trabajadores de la Prensa de Bolivia.
Andrés Soliz nació en la ciudad de La Paz el año 1939. Fue uno de los más destacados defensores de los recursos naturales de Bolivia. Fue nombrado Ministro de Hidrocarburos por el presidente Evo Morales, y propulsor de la denominada nacionalización de los hidrocarburos en este país. 
Como periodista, fue corresponsal de varias agencias internacionales de información, columnista y locutor en radio, prensa y televisión. Perteneció también a los equipos de redacción de los diarios La Opinión de Buenos Aires, Le Monde de París y de la revista Tiempo de México. 
Conoció a Jorge Abelardo Ramos, creador de la corriente política e ideológica llamada Izquierda Nacional, de la que fue parte hasta sus últimos días, aún después de dejar la cartera de Ministro de Hidrocarburos.  

## Obra
Ha publicado los siguientes libros:   
"La Caracterización de Bolivia y la Contradicción fundamental" (1978),  
"El Gas en el Destino nacional" (1984)  
"La Conciencia enclaustrada" (1994)  
"La Fortuna del Presidente" (1997)   
"Jorge Abelardo Ramos y la Unión Sudamericana" (2008).  
Fue senador y diputado por el departamento de La Paz en las filas del partido Conciencia de Patria (CONDEPA), que estuvo dirigido por Carlos Palenque Avilés. Tras la muerte de Palenque, Soliz Rada regresó a la vida académica.